# Qualitätsingenieurwesen
Das Qualitätsingenieurwesen befasst sich mit Methoden der Qualitätssicherung und deren Normzusammenhängen (DIN EN ISO 9000 ff.) sowie (Qualitäts-)Managementsystemen unter ingenieurwissenschaftlichen Fragestellungen. Dabei liegt der Fokus u. a. auf den QM-Modellen EFQM, Six Sigma sowie den Prinzipien des TQM.

## Einführung
Unternehmen müssen die Prozess- und Produktionssicherheit uneingeschränkt sicherstellen. Im Zuge der Globalisierung ist das produkthaftungsfreie und erfolgsorientierte Arbeiten unter vielfältigen, teilweise permanent wechselnden Einflüssen von besonderer Bedeutung. Hierfür werden in der Praxis sowohl einfach handhabbare Organisations- und Führungsinstrumente, als auch gut qualifiziertes Personal benötigt. Im Ergebnis sollen Marktfähigkeit, Produktionseffizienz und Rechtssicherheit miteinander verbunden werden.

## Studium
Der Masterstudiengang „Qualitätsingenieurwesen“, welcher ein weiterführendes Studium mit dem Abschluss Master of Science (vier Semester) darstellt, wurde von der Akkreditierungsagentur für Studiengänge der Ingenieurwissenschaften, der Informatik, der Naturwissenschaften und der Mathematik e.V. (ASIIN) im Jahr 2005 erstmals akkreditiert und im Jahr 2012 erfolgreich für weitere fünf Jahre reakkreditiert. Die Studiengangsleitung obliegt dem Fachgebiet Produktsicherheit und Qualitätswesen der Bergischen Universität Wuppertal. Der Master of Science ist ein akademischer Ingenieurgrad. Der Abschluss eröffnet die Möglichkeit zur Promotion (Dr.-Ing., Doktor-Ingenieur oder Dr. rer. Sec., doctor rerum securitatis).

## Berufsbild
Die Tätigkeitsfelder des Qualitätsingenieurs sind beispielsweise in der Automobilindustrie, der Energiewirtschaft, der Bauwirtschaft, dem Maschinenbau oder der Zulieferindustrie zu finden. Dabei bieten sich Einsatzmöglichkeiten als Qualitätsplaner, Kunden- und Lieferantenbetreuer, Prüfmittelplaner oder auch Qualitätsbeauftragter nach DIN EN ISO 9001 ff. oder Kombibeauftragter für integrierte Managementsysteme (IMS) an.